# Premi Oscar 1989
La 61ª edizione della cerimonia di premiazione dei Premi Oscar si è tenuta il 29 marzo 1989 a Los Angeles, allo Shrine Civic Auditorium.

## Vincitori e candidati
Vengono di seguito indicati in grassetto i vincitori. Dove ricorrente e disponibile, viene indicato il titolo in lingua italiana e quello in lingua originale tra parentesi.

### Miglior film
- Rain Man - L'uomo della pioggia (Rain Man), regia di Barry Levinson
- Turista per caso (The Accidental Tourist), regia di Lawrence Kasdan
- Le relazioni pericolose (Dangerous Liaisons), regia di Stephen Frears
- Mississippi Burning - Le radici dell'odio (Mississippi Burning), regia di Alan Parker
- Una donna in carriera (Working Girl), regia di Mike Nichols

### Miglior regia
- Barry Levinson - Rain Man - L'uomo della pioggia (Rain Man)
- Charles Crichton - Un pesce di nome Wanda (A Fish Called Wanda)
- Mike Nichols - Una donna in carriera (Working Girl)
- Alan Parker - Mississippi Burning - Le radici dell'odio (Mississippi Burning)
- Martin Scorsese - L'ultima tentazione di Cristo (The Last Temptation of Christ)

### Miglior attore protagonista
- Dustin Hoffman - Rain Man - L'uomo della pioggia (Rain Man)
- Gene Hackman - Mississippi Burning - Le radici dell'odio (Mississippi Burning)
- Tom Hanks - Big
- Edward James Olmos - La forza della volontà (Stand and Deliver)
- Max von Sydow - Pelle alla conquista del mondo (Pelle erobreren)

### Migliore attrice protagonista
- Jodie Foster - Sotto accusa (The Accused)
- Glenn Close - Le relazioni pericolose (Dangerous Liaisons)
- Melanie Griffith - Una donna in carriera (Working Girl)
- Meryl Streep - Un grido nella notte (A Cry in the Dark)
- Sigourney Weaver - Gorilla nella nebbia (Gorillas in the Mist: The Story of Dian Fossey)

### Miglior attore non protagonista
- Kevin Kline - Un pesce di nome Wanda (A Fish Called Wanda)
- Alec Guinness - Little Dorrit
- Martin Landau - Tucker - Un uomo e il suo sogno (Tucker: The Man and His Dream)
- River Phoenix - Vivere in fuga (Running on Empty)
- Dean Stockwell - Una vedova allegra... ma non troppo (Married to the Mob)

### Migliore attrice non protagonista
- Geena Davis - Turista per caso (The Accidental Tourist)
- Joan Cusack - Una donna in carriera (Working Girl)
- Frances McDormand - Mississippi Burning - Le radici dell'odio (Mississippi Burning)
- Michelle Pfeiffer - Le relazioni pericolose (Dangerous Liaisons)
- Sigourney Weaver - Una donna in carriera (Working Girl)

### Miglior sceneggiatura non originale
- Christopher Hampton - Le relazioni pericolose (Dangerous Liaisons)
- Jean-Claude Carrière e Philip Kaufman - L'insostenibile leggerezza dell'essere (The Unbearable Lightness of Being)
- Christine Edzard - Little Dorrit
- Frank Galati e Lawrence Kasdan - Turista per caso (The Accidental Tourist)
- Anna Hamilton Phelan e Tab Murphy - Gorilla nella nebbia (Gorillas in the Mist: The Story of Dian Fossey)

### Miglior sceneggiatura originale
- Ronald Bass e Barry Morrow - Rain Man - L'uomo della pioggia (Rain Man)
- John Cleese e Charles Crichton - Un pesce di nome Wanda (A Fish Called Wanda)
- Naomi Foner - Vivere in fuga (Running on Empty)
- Gary Ross e Anne Spielberg - Big
- Ron Shelton - Bull Durham - Un gioco a tre mani (Bull Durham)

### Miglior film straniero
- Pelle alla conquista del mondo (Pelle erobreren), regia di Bille August (Danimarca)
- La notte dei maghi (Hanussen), regia di István Szabó (Ungheria)
- Il maestro di musica (Le maître de musique), regia di Gérard Corbiau (Belgio)
- Salaam Bombay!, regia di Mira Nair (India)
- Donne sull'orlo di una crisi di nervi (Mujeres al borde de un ataque de nervios), regia di Pedro Almodóvar (Spagna)

### Miglior fotografia
- Peter Biziou - Mississippi Burning - Le radici dell'odio (Mississippi Burning)
- Dean Cundey - Chi ha incastrato Roger Rabbit (Who Framed Roger Rabbit)
- Conrad L. Hall - Tequila Connection (Tequila Sunrise)
- Sven Nykvist - L'insostenibile leggerezza dell'essere (The Unbearable Lightness of Being)
- John Seale - Rain Man - L'uomo della pioggia (Rain Man)

### Miglior scenografia
- Stuart Craig e Gerard James - Le relazioni pericolose (Dangerous Liaisons)
- Albert Brenner e Garrett Lewis - Spiagge (Beaches)
- Ida Random e Linda DeScenna - Rain Man - L'uomo della pioggia (Rain Man)
- Elliot Scott e Peter Howitt - Chi ha incastrato Roger Rabbit (Who Framed Roger Rabbit)
- Dean Tavoularis e Armin Ganz - Tucker - Un uomo e il suo sogno (Tucker: The Man and His Dream)

### Migliori costumi
- James Acheson - Le relazioni pericolose (Dangerous Liaisons)
- Milena Canonero - Tucker - Un uomo e il suo sogno (Tucker: The Man and His Dream)
- Deborah Nadoolman - Il principe cerca moglie (Coming to America)
- Patricia Norris - Intrigo a Hollywood (Sunset)
- Jane Robinson - Il matrimonio di Lady Brenda (A Handful of Dust)

### Miglior trucco
- Ve Neill, Steve La Porte e Robert Short - Beetlejuice - Spiritello porcello (Beetlejuice)
- Rick Baker - Il principe cerca moglie (Coming to America)
- Tom Burman e Bari Dreiband-Burman - S.O.S. fantasmi (Scrooged)

### Migliori effetti speciali
- Ken Ralston, Richard Williams, Edward Jones e George Gibbs - Chi ha incastrato Roger Rabbit (Who Framed Roger Rabbit)
- Richard Edlund, Al DiSarro, Brent Boates e Thaine Morris - Trappola di cristallo (Die Hard)
- Dennis Muren, Michael McAlister, Phil Tippett e Chris Evans - Willow

### Miglior montaggio
- Arthur Schmidt - Chi ha incastrato Roger Rabbit (Who Framed Roger Rabbit)
- Stuart Baird - Gorilla nella nebbia (Gorillas in the Mist: The Story of Dian Fossey)
- Gerry Hambling - Mississippi Burning - Le radici dell'odio (Mississippi Burning)
- Stu Linder - Rain Man - L'uomo della pioggia (Rain Man)
- Frank J. Urioste e John F. Link - Trappola di cristallo (Die Hard)

### Miglior sonoro
- Les Fresholtz, Dick Alexander, Vern Poore e Willie D. Burton - Bird
- Don Bassman, Kevin F. Cleary, Richard Overton e Al Overton - Trappola di cristallo (Die Hard)
- Robert Knudson, John Boyd, Don Digirolamo e Tony Dawe - Chi ha incastrato Roger Rabbit (Who Framed Roger Rabbit)
- Robert Litt, Elliot Tyson, Rick Kline e Danny Michael - Mississippi Burning - Le radici dell'odio (Mississippi Burning)
- Andy Nelson, Brian Saunders e Peter Handford - Gorilla nella nebbia (Gorillas in the Mist: The Story of Dian Fossey)

### Miglior montaggio sonoro
- Charles L. Campbell e Louis L. Edemann - Chi ha incastrato Roger Rabbit (Who Framed Roger Rabbit)
- Ben Burtt e Richard Hymns - Willow
- Stephen H. Flick e Richard Shorr - Trappola di cristallo (Die Hard)

### Migliore colonna sonora
- Dave Grusin - Milagro (The Milagro Beanfield War)
- George Fenton - Le relazioni pericolose (Dangerous Liaisons)
- Maurice Jarre - Gorilla nella nebbia (Gorillas in the Mist: The Story of Dian Fossey)
- John Williams - Turista per caso (The Accidental Tourist)
- Hans Zimmer - Rain Man - L'uomo della pioggia (Rain Man)

### Miglior canzone
- Let the River Run, musica e testo di Carly Simon - Una donna in carriera (Working Girl)
- Calling You, musica e testo di Bob Telson - Bagdad Café (Out of Rosenheim)
- Two Hearts, musica di Lamont Dozier e testo di Phil Collins - Buster

### Miglior documentario
- Hôtel Terminus, regia di Marcel Ophüls
- The Cry of Reason - Beyers Naude: An Afrikaner Speaks Out, regia di Robert Bilheimer
- Let's Get Lost - Perdiamoci (Let's Get Lost), regia di Bruce Weber
- Promises to Keep, regia di Ginny Durrin
- Who Killed Vincent Chin?, regia di Christine Choy e Renee Tajima-Pena

### Miglior cortometraggio
- The Appointments of Dennis Jennings, regia di Dean Parisot
- Cadillac Dreams, regia di Matia Karrell
- Gullah Tales, regia di Gary Moss

### Miglior cortometraggio documentario
- You Don't Have to Die, regia di Malcolm Clarke e Bill Guttentag
- The Children's Storefront, regia di Karen Goodman
- Family Gathering, regia di Lise Yasui e Ann Tegnell
- Gang Cops, regia di Thomas B. Fleming e Daniel Marks
- Portrait of Imogen, regia di Meg Partridge

### Miglior cortometraggio d'animazione
- Tin Toy, regia di John Lasseter
- The Cat Came Back, regia di Cordell Barker
- Technological Threat, regia di Brian Jennings e Bill Kroyer

## Premi onorari

### Premio Special Achievement
- Richard Williams - Chi ha incastrato Roger Rabbit (Who Framed Roger Rabbit?) - per la direzione delle animazioni

### Oscar onorario
- Eastman Kodak Co., in riconoscimento dei fondamentali contributi all'arte del cinema durante il primo secolo della sua storia.
- National Film Board of Canada, in riconoscimento del suo cinquantesimo anniversario, del suo impegno dedicato alla realizzazione di un'attività artistica, creativa e tecnologica e dell'eccellenza raggiunta in ogni settore della cinematografia.